# 斉藤みゆ
みゆ（みゆ、1994年3月22日 - ）は、日本の元AV女優。BELLTECH PRODUCTION所属。アイドル歌手としても活動していた。

## 経歴
2016年3月にデビューした巨乳女優。
2016年8月、AV OPEN 2016 女優賞にノミネート。出演作品『斉藤みゆ ロリータ中出し100連発』（アイエナジー）が乙女部門にエントリー。
2016年2月、ソフト・オン・デマンド優秀出演女優賞を受賞。
2017年3月、『Ivory song』でCDデビュー。ライブ活動を開始。
2017年9月、AV OPEN 2017 女優賞に2年連続ノミネート。
2018年に引退。

## 人物
- 性格はおっとり、マイペース。チャームポイントは白い肌と厚い唇。
- 趣味は読書、ネットショッピング、アイドル鑑賞。好きなアイドルはハロプロ、乃木坂46、小嶋陽菜。
- 特技はタイピングとピアノ。ピアノは4歳から高校3年生まで習っており、絶対音感を持っている。高校では音楽科に在籍した。
- 好きな食べ物は納豆、ホルモン、明太子。嫌いな食べ物はパクチー。
- 好きな色はピンクと黒。[5]

## 出演作品

### イメージDVD
- AV無理MAX（2016年3月1日、未満）
- プリケツ（2016年5月23日、INTEC Inc）他出演:篠田ゆう、涼川絢音、宮崎あや
- マジLOVE美少女（2017年1月23日、キューティーガール）※「渡瀬あずみ」名義
- ふわモチッGカップ 優しい瞳に包まれて（2017年2月28日、Eternal Emotion）
- 爆乳G-raduation ～笑顔に涙～ (2018年3月13日、Precious Beauty) ※Blu-ray 同時発売

### アダルトDVD
- Gカップ美巨乳 ナースの卵AVデビュー（3月19日、OPPAI）
- 某お江戸テーマパークで働く看板娘をナンパして脱がせてみたらもっちり純白Gcup美巨乳! 断り切れない優しい女の子だったので、そのままAVデビューさせちゃいました! ナンパJAPAN EXPRESS Vol.40（3月25日、ナンパJAPAN）
- 欲求不満な美人の母さんが、隠れて変態自慰をしていたのを偶然に発見!僕に見つかって一瞬空気が固まったけど、母さんから僕に近親プレイを求め持て余している性欲を僕の巨根を使って発散し、干からびるほどザーメンを絞り摂られた僕。（4月1日、NON）他出演:三喜本のぞみ、七原あかり、葵千恵、サリー、三宅美香
- ワケあり巨乳はGカップ（4月1日、NON）※「MIYU」名義
- 爆乳ハミ乳競泳水着（4月8日、クリスタル映像）※「みゆ」名義
- 2度見しちゃうほど可愛いGカップなでしこ候補生が地元仙台で決意のAV出演（4月8日、FIRST STAR）※「梨沙」名義
- 120％リアルガチ軟派伝説 vol.35 in仙台（4月9日、プレステージ）※「なつき」名義 他出演:さおり、まお、よしみ、楠木つかさ（みゆ）、戸田エミリ（ひとみ）
- 若い夫には出来ないオレたち中高年のシツコイ責めに狂わされたネトラレ妻（4月13日、HERO）
- 発掘し隊 天然原石少女 日本三景松島で育った色白Gカップ少女ねむチャン 出張中出し撮影の巻（4月19日、キチックス）
- マジックミラー号 「早漏に悩む男性の暴発改善のお手伝いしてくれませんか?」街中で声をかけた押しに弱い心優しい社会人1年目のお嬢さんが敏感チ♥ポを励まし互いに何度も気持ちよくなる連続射精SEX!! 4（4月21日、SODクリエイト）他出演:吉浦みさと、倉持茜、今井すみか
- 妹の爆乳は一見にしかずnostalgie＃07 斉藤みゆ Hカップ93cm（4月22日、チェリーズ）
- 下着ドロボウを性欲処理に使う人妻 6（4月25日、セレブの友）
- 爆乳ネトラレ緊縛投稿（5月1日、Fitch）※「みゆ」名義
- ナマ姦不倫 15（5月6日、光夜蝶）他出演:木南日菜
- 思い切って勝手にAV化! 超イケメンの友達がホロ酔い状態のカワイ子ちゃんを連れてきた! 一人は超乗り気だがもう一人は彼氏持ちでガード固し!! 当然、超有名な王様ゲームは拒絶!! そんなガードの固い女でも超過激だけれどマイナーな［もっともっとゲーム］ならヤラしてくれるのか?（5月7日、お夜食カンパニー）共演:来栖みさ 他出演:碧しの、芦名ユリア
- ゲスの極み映像 女子校生2人目（5月10日、フルセイル）
- 顔出し!女子大生限定 マジックミラー号 素人娘初めての3P体験♥編 2 Wチ●ポに恥じらいつつもオマ○コがキュンと疼きだす!スケベ心が抑えられずに連続絶頂!! 計12挿入!! in池袋（5月12日、ディープス）他出演:有村まゆか ほか
- ロリペットホテル 02（5月13日、EROTICA）
- 妹みゆのドM覚醒Hカップ ブラウスとリコーダーと潮吹き太郎くん（5月20日、チェリーズ）
- 裸族な姉が童貞チ●ポを刺激する!!一人暮らしていた姉が突然実家に帰ってきた!!弟の僕が居るのにお構いなしで常に全裸生活!!!思わず勃起した姿を見て可哀想になったのか「したい?」と言ってまさかの生ハメ!!気持ちよすぎてで暴発してしまった僕は性欲爆発!!（5月27日、SCOOP）他出演:藤本紫媛、あかね杏珠、篠田ゆう
- 媚薬付きデカバイブを固定放置され、旦那に見られているとも知らずに他人棒でイカされまくる美人ガンギマリ妻 2（6月1日、DOC）他出演:なおい夕羅、二宮和香
- 巨乳好きのオヤジが射止めてきた今度の義母が超どストライク!! その日のうちにオヤジに内緒で即ハメボンバー!! 〜幸せな家庭生活のために…秘密厳守オナシャスm(_ _)m!!〜（6月1日、ヴィーナス）
- 田舎の親戚の若いのまるごと全員に種くばり（6月1日、ZUKKON/BAKKON）共演:葵千恵、千野くるみ、椿かなめ、瀬川るか、大沢ひなの、永原まい、真崎香奈、楠千夏、雨宮ののか、柊莉々花、七瀬ともか、ましろあい、原千草、白咲奈々子
- 「このまま中出しレイプされる娘を見るか?それとも自分で娘に中出しするか?」と選択を迫られた父親はどうするのか…（6月7日、アパッチ）他出演:早瀬ありす、春川せせら、桜庭うれあ
- ミス・ランジェリーナ III 高級コールガールの淫靡なランジェリーと濃密な性交4時間（6月10日、BAZOOKA）他出演:木南日菜、成宮はるあ、浜崎真緒、篠田ゆう
- 素人人妻ナンパ 奥さんの自宅にお邪魔して完全合意で中出ししちゃいました!! 2（6月10日、S級素人）他出演:長沢真美、美咲かんな、西内るな
- ぱっくりオマ●コドアップ おっぴろげ大図鑑（6月10日、REAL）他出演:真木今日子、涼川絢音、宮崎あや、篠田ゆう、日向あいり、成宮はるあ、保志美あすか
- JKにオナホを渡し「僕のチ●コを思いっきりシゴいて下さい!」 2（6月10日、DOC）※「まや」名義 他出演:穂花まりえ（あけみ）、ゆい、くみ、ひなた朱莉（りえ）、星名愛美（あこ）、こはる、れな(あかね杏珠)、のぞみ
- 俺の姪は世間知らずの敏感巨乳ドMっ娘女子大生（6月17日、テクノブレイク）
- パンツが無い!ブラも無い! 下着盗難事件発生!!クラスの女子はノーパン&ノーブラ!! 水泳授業の後、女子の下着が無くなる大事件が起きた。クラスでただ1人の男であるボクが犯人だと疑われたがボクはやっていない。その後の授業をノーパンノーブラで受ける事に。ワイシャツから透ける乳首、ボタンの隙間から見える乳首!そしてマンチラが!360度どこを向いても視界に入ってくるエロい光景にボクの股間はギンギン! そしてボクの勃起したチ○ポに気付いた女子達は最初こそからかっていたが、途中からなんかエロい空気になってきて…（6月19日、Hunter）共演:星空もあ、涼川絢音、逢沢るる、ましろあい、葉山美空
- 絶対避妊反対派 現役女子大生Gカップみゆちゃん(22歳)（6月25日、本中）※「みゆ」名義
- どM揉み（7月1日、アウダースジャパン）
- 体調を崩した母を介抱しないとイケないハズなのに母の顔が、とてもエロく見えて勃起してしまった僕に気づいた母は、優しい笑顔でやってはイケない介抱の仕方で俺を射精させた件（7月1日、NON）他出演:西内るな、七原あかり、瀬田奏恵、八ツ橋さい子、桐島美奈子
- 秘通姦 夫には秘密のえげつない中出し乱交（7月1日、NON）他出演:瀬田奏恵
- ママって呼んでいいのよ。（7月1日、光夜蝶）
- 筆おろし性交クリニック（7月7日、SODクリエイト）共演:日比乃さとみ、河音くるみ、百瀬ひまり
- 「ラップ越しでいいからキスさせて!」 「…それだったら…いいよ…」 童貞のボクが唯一話せる女子は超カワイイ幼馴染だけ。でも最近、彼氏ができたみたいで超充実した高校生活を自慢しに来る。「せめてキスだけでも体験してみたい」とお願いしたら、同情してかラップ越しならと疑似キスをさせてくれることに。しかし、ラップ越しとはいえ舌をからませ、何度も疑似キスをしていくうちに興奮し、それだけでは止まらず…!（7月7日、Hunter）他出演:広瀬うみ、星空もあ、南希海、まひろ芽唯
- 修学旅行生 中出し痴漢（7月7日、アパッチ）共演:広瀬うみ、里美まゆ、なつめ愛莉、前田のの、絢森いちか ほか
- 「中に出して…夫と子供には内緒」 自宅で愚痴聞き屋に中出しセックスをせがむ美人人妻たち12 不倫連発中出し4時間超えスペシャル（7月8日、S級素人）他出演:長沢真美、西内るな、松下美織
- 巨乳女子校生媚薬拘束 潮吹きイカセ（7月8日、REAL）
- 不妊治療の検査に夫婦で訪れ、採精室でなかなか射精に至らない夫から射精を手伝って欲しいと強引に頼まれた新人ナースはパンチラや胸チラ等の羞恥的なポーズを要求されても断れず、調子に乗った夫に手コキやフェラチオまでさせられ最後は挿入まで許しセックスしてしまう。（7月19日、ゴールデンタイム）他出演:逢沢るる、星空もあ、葉山美空
- マゾBODYオークション（7月22日、クリスタル映像）共演:舞野いつき、桜ちなみ、保志美あすか
- 爆乳バドミントン姉妹ダブルスペアの妹の不倫発覚!怒ったオーナーに呼び出されて肉体謝罪（7月22日、クリスタル映像）共演:保志美あすか
- タコ唇でザーメン吸いするオッパイちゃん（7月25日、煩悩組）
- 愛する妻が知らない男に唾液たっぷり接吻しながら腰振り騎乗位でガッツリ痴女ってる姿を見てたらなぜかセンズリこきたくなっちゃった僕。（8月5日、アウダースジャパン）
- 満員電車で痴漢師に潮が出なくなるまで何度もイカされ膝をガクガク震わせながら絶頂する女 3（8月6日、ナチュラルハイ）他出演:桜ちなみ、宮崎あや、裕木まゆ
- 真・時間が止まる腕時計パート6 禁断の寝取り中出しスペシャル（8月6日、ROCKET）他出演:ERIKA、月本愛、福咲れん
- ウォータースライダーで水着が外れちゃっておっぱい丸見え! 2 女性に人気のリゾートホテルのプールは気持ちと肩紐が緩んだ女性たちだらけで、男はたまたまボクひとり!しかも水着から乳首をチラリさせていたり、お尻がハミ出していたりして隙だらけ!さらにウォータースライダーで水着が外れておっぱいが丸見え状態なのでもちろん勃起!そして、勃起に気づいた女子が近寄ってくる事態に!（8月7日、Hunter）他出演:逢沢るる、美咲かんな、広瀬うみ、涼川絢音、相澤ゆりな、尾上若葉
- 家の中で常に機会を伺っていた強姦魔 僕が悪いんじゃないんです!突然出来た義理の妹があまりに無防備でイヤらし過ぎたから悪いんです。だから、僕…我慢できずに犯しちゃったんです。家中を必死で逃げ回る妹を追いかけ回し、どこに隠れても必ず見つけ出して何度も犯し、何度も何度も中出ししてヤリました♥（8月7日、アパッチ）他出演:広瀬うみ、星空もあ、さとう愛理
- 出張先の旅館で後輩女子社員とまさかの69!? 出張先の旅館のミスで後輩女子社員と相部屋に!夜、寝ていると窒息寸前!?あまりの息苦しさで目を覚ますと後輩の股間が僕の顔に超密着!まさかの69状態!しかも浴衣がはだけて生おっぱいが丸見え!当然、僕のチ○ポも後輩の顔に密着中!どんどん大きくなる僕の勃起チ○ポに気付いた後輩が目を覚まし…（8月7日、ゴールデンタイム）他出演:なつめ愛莉、絢森いちか、前田のの
- 素人人妻とヤれる噂のナンパスポットをガチ検証ドキュメント（8月12日、S級素人）共演:葵千恵
- マジックミラーの向こうには大好きな彼氏 海好き水着ギャル＆彼氏の親友が2人きりでこっそりHなゲームにチャレンジ！（8月12日、DOC）他出演:小池奈央、佐山杏里
- 素人女性限定アクメ集！！おま●こパックリ自撮りオナニー完全版4時間15名収録！！（8月12日、S級素人）他出演:美咲かんな、相澤ゆりな、土屋あさみ、長沢真美、唯川千尋、望月さくら、瀬田奏恵、松下美織、西内るな、みづなれい、二階堂ゆり、かなで自由、芹那ゆい、八ツ橋さい子
- 淫語中出しソープ54 斉藤みゆ（8月13日、AVS collector’s）
- 一般男女モニタリングAV 温泉旅行中の巨乳女子大生が出会ったばかりの初対面男性と男湯で生まれて初めての相互オナニーに挑戦！（8月18日、ディープス）他出演:星あんず、相澤ゆりな
- 《後輩から真っ先に相談される率毎年上位》真面目で穏やかしかし実はスケベなのでは？！という噂のまだイッた事が無い「イク！」に憧れる女子社員4名による社内での破廉恥映像を発見！しかも内2名は真正中出しSEXを？！（8月18日、SODクリエイト）※「川口聡美」名義
- 海岸路線バスで背後から水着越しにねっとり乳揉み痴漢され腰をグラインドさせイキまくる巨乳女（8月18日、ナチュラルハイ）他出演:尾上若葉、逢沢るる、さとう愛理
- 16周年記念SP 一度仕方なく許してしまった近所の絶倫少年とズルズル性交を重ねるうちに若いチ○ポでの絶頂にハマってしまい、ダンナにバレるスレスレで何回も中出しされ続けた敏感巨乳若妻（8月18日、アイエナジー）他出演:相川潤、美咲ゆう、加納綾子
- NTR ネトラセラレルうちの妻 みゆ 29歳 背徳と貞操の感情の裏側に目醒めた時、妻は最高のオンナになった。（8月19日、Rookie）
- オナサポ学園 ぼくの恥ずかしい自慰を見てください（8月25日、煩悩組）他出演:山口明日香、咲羽優衣香、大場美琴、涼宮まろん、田淵英里亜
- 絶対に妊娠させる孕ませ中出しSEX 斉藤みゆ（8月26日、宇宙企画）
- むっつりスケベなめがねっ娘 7 真面目な少女が眼鏡を外すとき… みゆ（8月31日、JUMP）
- 斉藤みゆ ロリータ中出し100連発 （9月1日、アイエナジー） ※「AV OPEN 2016」乙女部門 エントリー作品
- ドアポストから勃起したデカチンをニョキッと突き出していたら マンションの隣人女子たちが群がってきて 興奮で充血したおマ●コポストに生チン投函（9月1日、SCOOP）※「AV OPEN 2016」エントリー作品
- ノーブラで僕を誘惑する隣に引っ越してきたエッチな巨乳奥さん （9月1日、グローリークエスト）
- レズビアン店員のいる乳揉みまくりランジェリーショップ（9月7日、ビビアン）共演:大槻ひびき 他出演:彩奈リナ
- ノンケ女子大生同士がお酒の勢いで初イカセ合い！！ ガチンコ素人ほろ酔いレズバトル ノーガード相互責め1回イカセる度に賞金10万円！ハード過ぎないほろ酔いほど良い新レズバトル！！（9月8日、ROCKET）共演:若菜かなえ 他出演:星空もあ、荻野舞、西口あられ、安達メイ
- ねとられ調教FILE 浪人生の教え子に調教ビデオを録られた妻 斉藤みゆ（9月8日、JET映像）
- 挑発 レズ覗き部屋（9月9日、SCOOP）共演:大森玲菜 他出演:春原未来、七瀬ひとみ、椿かなめ、とみの伊織
- JSC ～JK SWIMMINGWEAR COLLECTION～ アナタはどの水着まで着れる？ vol.01（9月9日、DOC）他出演:玉木くるみ、秋山るん、新井梓
- 感度覚醒！！乳腺オイルマッサージ オッパイの隠れた性感帯を刺激して痙攣鬼イカせ（9月19日、OPPAI）
- 家出した女子校生が11人も住むシェアハウスで男はボク1人で入れ喰い状態！2 お金が無くて超格安で入居した先が、家出したワケあり女子校生たちが集まるシェアハウスだった！ 男はボク1人だから女の子たちのガードは超ゆるくパンチラ＆胸チラ見放題なのでかなりお得。贅沢な話ですが勃起し過ぎでチ○ポが痛い＆勃起をバレないようにすることが唯一の悩みです。しかし24時間一緒に生活していると勃起を隠し通すのは無理な話で当然バレて強制退去を覚悟したのですが…。えっ！？勃起に興味津々？うわっ！まさかのハーレム状態に！（9月19日、Hunter）共演:跡美しゅり、松中りな、安達メイ、逢沢るる、まひろ芽唯、森保さな、前田のの、葉山美空、玉木くるみ
- 真面目な義理の妹を犯していたらその現場を目撃したヤリマンの義理のお姉ちゃんは、怒るどころか発情してしまい次はボクの精子が無くなるまで何度も犯されてしまいました…（9月19日、Hunter）共演:跡美しゅり 他出演:逢沢るる、月本愛、さとう愛理、河音くるみ
- 彼氏の先輩（デカチン）と2人っきりにして彼女のヤリマン度調査（9月22日、ROCKET）他出演:相澤ゆりな、星空もあ
- おっぱいパブの巨乳娘に媚薬タブレットを飲ませたら自ら挿入してきて店には内緒のスローピストン…では満足できず高速騎乗位が止まらない（9月22日、ナチュラルハイ）他出演:吉川あいみ、逢沢るる、涼海みさ、桜ちなみ
- パチンコ店中出し痴漢（9月22日、ナチュラルハイ）他出演:白桃心奈、水谷あおい
- 完全顔出しガチナンパ モテない男子の純情遅漏チ○ポに愛液トロトロ素股で女の子の素晴らしさを教えてあげてくれませんか 素人娘の恥じらい編（9月23日、S級素人）他出演:徳島えり、葵千恵、里美まゆ
- マシン姦通！ 調教バイブメイデン（9月23日、SCOOP）他出演:相澤ゆりな、加納綾子、美咲ゆう、日比乃さとみ、相川潤
- エロカワ巨乳若妻さん 斉藤みゆ（9月25日、ゲインコーポレーション）
- 同僚と親密になり社内でSEX交渉！バレないようにこっそり成功できるか？（10月6日、AKNR）他出演:佐野あおい、平川莉沙
- 面積がすごい小さい水着でグラビア撮影したらデカすぎる乳輪がハミ出しちゃって恥ずかしい！エスカレートするカメラマンの要求にエッチな気分になっちゃってチ○ポを欲しがるアイドルたち！？（10月7日、OFFICE K’S）他出演:保志美あすか、舞野いつき
- 募集ちゃんTV×PRESTIGE PREMIUM 09（10月7日、プレステージ）他出演:水沢のの、広瀬うみ、かなで自由
- 高学歴の巨乳女子大生さんたちに突撃交渉！男子禁制の女子寮で同世代の童貞クンと人生初の王様ゲームしてみませんか？勉強漬けでもてあましている大きなインテリおっぱいを独り占めでハメまくり！！中出し放題！！念願のハーレム筆おろし大乱交 2（10月7日、ディープス）共演:里美まゆ、小西みか
- 真面目で実はムッツリなメガネっ娘2人がハメをはずして家飲みしてたらテンションが上がり寝ている義弟にどっちがすごい事が出来るか競い合った結果…（10月7日、お夜食カンパニー）共演:あゆな虹恋 他出演:稲村ひかり、前田さおり
- 娘のうぶな同級生たちと父親1人で初めての王様ゲーム!学校帰りで我が家に集まった娘の同級生たち。どこから聞いてきたのかみんなで王様ゲームをしている! さすがに命令はカワイイものだったのだが、大人の私に本格的な王様ゲームを教わりたいと言うので私も参加することに…。戸惑いつつもちょっとエッチな命令に従う姿に大興奮! さらに娘がいなくなったら、おもいきって過激な命令をすると恥ずかしがりながらも忠実に痴態を晒す姿にもう我慢できなくなり…（10月7日、Hunter）共演:なつめ愛莉、まひろ芽唯、河音くるみ、前田さおり、稲村ひかり、あゆな虹恋、篠宮ゆり、若菜かなえ
- 素人限定！パンチラ連発！ポロリ＆マンチラ盛りだくさん！固定バイブだるまさんが転んだツイ○ターゲーム（10月19日、ATOM）他出演:星空もあ、涼川絢音、西条沙羅、里美まゆ
- マジックミラー号 海水浴場で見つけた夏休み中の友達同士の男女が「素股マッサージ」体験 初めて触れ合うチ○ポとマ○コは火が付いて、そのまま生挿入真正中出し！ 2（10月20日、SODクリエイト）他出演:涼川絢音、倉持りん、八ッ橋さい子、美咲かんな
- モニタリング 巨乳の姉×童貞の弟 弟を童貞と知った時 筆おろしのお手伝いをしてくれるのか？（10月20日、SODクリエイト）他出演:森はるら、玉木くるみ、美咲かんな
- 夜行バスで声も出せずイカされた隙に生ハメされた女はスローピストンの痺れる快感に理性を失い中出しも拒めない 5（10月20日、ナチュラルハイ）他出演:西条沙羅、白桃心奈
- いいなり巨乳娘フィストファック 斉藤みゆ（10月20日、グローリークエスト）
- 飲尿カフェ（10月21日、OFFICE K’S）他出演:舞野いつき、佳苗るか、神波多一花、川村まや、乙葉ななせ、美咲かんな、真木今日子、保志美あすか、三井ほのか、月嶋あかり、羽月都花沙、紗藤まゆ、望月れな
- 女子校生のおま●こ健康診断（10月21日、OFFICE K’S）他出演:羽月都花沙、望月れな、月嶋あかり、愛乃まほろ、紗藤まゆ
- マゾ乳 生中出し 斉藤みゆ（10月25日、ゲインコーポレーション）
- 巨乳美女店員がまさかのノーブラ派！？乳首ぽっちしている事を気にせず仕事する彼女に興奮してしまい…（10月28日、DOC）他出演:伊東真緒、岡沢リナ
- 美少女即ハメ白書 53（10月28日、プレステージ）他出演:早瀬ありす、双葉ゆきな、川瀬まゆら
- 高速SA内レストランでバイトする田舎巨乳娘の休憩中にカーSEX！！（11月1日、バイトちゃんPremiere）
- ボクを馬鹿にするクラスの巨乳女子の生着替えを盗撮！「おっぱい丸見えの盗撮写真」で脅して言いなりにさせてハメまくり！最後は中出しまでしてヤリました！（11月7日、Hunter）共演:森はるら、涼川絢音、紗藤まゆ、塚田詩織
- お持ち帰りしてもヤレないお堅い巨乳女子大生に媚薬を飲ませて合体 ※隠し撮り（11月10日、ナチュラルハイ）
- 陸上部女子のレーシングブルマにソソられていた僕はこっそりリモバイを仕込んでみた！何も知らずに着替え始めたところでリモコンのスイッチON！突然の事に驚く陸上部女子！その様子を楽しんで見ていると想像以上に悶絶！？さらによだれを垂らして僕のチ○ポを欲しがってきた！！（11月10日、SOSORU×GARCON）他出演:稲村ひかり、松中りな
- ガチンコ全裸レズバトル 6（11月10日、ROCKET）共演:椎名そら、跡美しゅり、とみの伊織
- パンチラ＆胸チラ盛りだくさん！ほろ酔い素人娘限定！めざせ賞金100万円！泥酔ツイ●ターゲーム（11月19日、ATOM）共演:かなで自由 他出演:白桃心奈、前田のの、塚田詩織
- 凄まじき残酷拘束イキ地獄-AQUME HEAVEN- うごめく女淫秘唇が逃げられない状態で絶頂限界を突破させる秘伝の昇天責め！ 斉藤みゆ（11月19日、Baby Entertainment）
- 一般男女モニタリングAV 家庭教師の巨乳女子大生が童貞の男子●校生に生挿入で1発10万円の中出しSEXに挑戦！暴発寸前の童貞ち●ぽを個別指導中に優しい騎乗位で完全筆おろし！10代の溢れる性欲は一度の射精では収まらない！終わらない抜かずの中出し！！合計4組14発！（11月19日、ディープス）他出演:鈴森るな、吉川あいみ、星あんず
- 一流AV男優にマジックミラー号を貸す代わりに、プライベートのSEXを見せてくれと頼んだら“今”本気で口説いている巨乳人妻をお持ち帰りしてきた！？（11月23日、SODクリエイト）他出演:湯本珠未、吹石れな
- SOD女子社員 オナホール開発プロジェクト 第4弾 業務に情熱注ぐ社員5名に生チ○ポ連続挿入で形状・特徴・オマ○コの個性を徹底解析!（11月23日、SODクリエイト）※「川口聡美」名義 共演:あおいれな、千野くるみ
- 下着ドロボウを性欲処理に使う人妻8時間ベスト（11月25日、セレブの友）共演:椿あやめ、愛原さえ、若菜かなえ、飯岡かなこ、丘咲エミリ、二宮沙樹]
- 果てしなく生意気な妹10名と暮らす兄貴（12月1日、MOODYZ）共演:川村まや、日高結愛、さくらみゆき、なごみ、新村あかり、三宅美香、紺野ひかる、阿部乃みく
- 「どっちのおっぱいが興奮する？」巨乳の義理姉2人から究極の選択！！父が再婚してできた巨乳の義理姉2人！（12月7日、Hunter）共演:かなで自由 他出演:尾上若葉、星空もあ、桜ちなみ、日比乃さとみ
- 絶望エロス 武器はおっぱい（12月8日、絶望エロス）
- 姉を犯してしまったところを母親に見られ後戻りができず泥沼中出し親子丼3（12月8日、ナチュラルハイ）共演:成澤ひなみ
- 混合痴漢（12月8日、ナチュラルハイ）共演:碧しの 他出演:浜崎真緒、水谷あおい、尾上若葉、涼海みさ、浅田結梨、神納花
- 午前3時の危険性欲 嫁の妹の巨乳に我慢できず…媚薬オイル夜這い（12月8日、ナチュラルハイ）他出演:倉多まお、三島奈津子
- イマドキ女子のヒミツな時間 ネットカフェ生態調査深夜2時（12月8日、SODクリエイト）
- 「私をメチャクチャにしてください・・」 巨乳すっぴんメガネっ娘 みゆ 21歳 コンビニ店員 Hカップ（95cm） ヒップ90cm 斉藤みゆ（12月18日、ケートライブ）
- 一般男女モニタリングAV 病院で働くナースさんに突撃交渉！「制限時間内に5本の童貞チ○コをすべて射精させたら100万円！」に挑戦してみませんか？心優しい看護師さんが男性入院患者の溜まったチ○コをお仕事中に連続手コキ！（12月19日、ディープス）他出演:佐々木あき、若槻みづな、野々宮みさと
- 娘の友達と素股からまさかのスルッと挿入！女子高生の娘の友達が我が家に泊まりに来て、父である私のAVをこっそり鑑賞。さらに発情した娘の友達がオナニーまで！それを目撃してしまった私は当然フル勃起！まさかの勃起に戸惑う娘の友達。しかし、好奇心が勝り「触るだけ」、「擦るだけ」と素股にまで…。しかししかし、あまりの興奮に濡れたマ○コにスルッと入ってしまった！その瞬間から急に激しく腰を振る娘の友達！騎乗位のまま何回か中出ししても若くて体力がある娘の友達は、さらに腰を振ってきてさらに中出しを求めてきた！（12月19日、Hunter）他出演:逢沢るる、前田のの、涼川絢音、白桃心奈
- 同窓会で10年ぶりの再会!ムチムチの人妻になったアノ子と酔った勢いでハメを外しちゃった俺。 （12月22日、アキノリ） 他出演:江上しほ、岡沢リナ
- 私、新人看護師なのに不妊治療センターの精液採取室に配属されました…（12月22日、サディスティックヴィレッジ）共演:渋谷ありす、雛森みこ
- 泥酔して帰ってきた姉を介抱し乱れた姿を前に欲情した弟の近親相姦投稿映像（12月23日、青空ソフト）
- 田舎娘、時給696円。【超】幸せ愛人契約 みゆ 自分の価値をよく解っていない地味カワ素朴ガールが最低賃金でヤラれまくりの中出し。（12月25日、ビッグモーカル）
- 人妻交姦スワッピング性交 01（12月30日、MAD）共演:葵千恵

- 悪魔の狂乱三角木馬 ［完全撮り下ろしオムニバス×7］ 発狂装置！電マ＋くすぐり=地獄絵図（1月7日、BabyEntertainment）共演:一条リオン、伊織涼子、相澤ゆりな、星川麻紀、鶴田かな、春原未来
- 騙姦凌辱 斉藤みゆ（1月5日、グローリークエスト）
- 羞恥！脂ぎったハゲ産婦人科医に「治療ですよ」とクリトリスに軟膏を塗られて絶技でマッサージされても待合室に居る夫にあえぎ声が聞こえないように必死で我慢する若妻（1月6日、サディスティックヴィレッジ）他出演:雛森みこ、渋谷ありす
- 白衣から浮き出るシースルーパンチラ看護師と密室SEX（1月6日、アキノリ）他出演:早川瑞希
- まるごと斉藤みゆ4時間（1月6日、アウダースジャパン） ※単体ベスト
- 都会に憧れる田舎者女子と実家のこたつで男はボクひとりの王様ゲーム！！田舎者のボクは都会に出て一人暮らしを始め、専門学校に通っているんですが…何もイイ事なく一年が終わりました。そんなボクが正月実家に帰ると、待っていたのは地元に住む親戚たち！しかも女子ばかり！みんな都会に住むボクの話を聞きに集まった！？なので調子に乗って合コン三昧だと嘘を付き『王様ゲーム』の話をすると全員乗り気に！！「都会じゃ当たり前！」と言い切れば、かなりエッチな事も沢山出来ちゃいました！！（1月7日、Hunter）共演:白桃心奈、涼海みさ、水谷あおい
- イケメンの友達がほろ酔いの女子を僕の部屋に連れて来た！女に無縁の僕にはそれだけで大興奮なのに超過激でHな王様ゲームが始まっちゃって…女子校生編2（1月7日、Hunter）共演:かなで自由 他出演:美咲かんな、桜咲姫莉
- お姉さんの爆乳が卑猥過ぎて秒殺で悩殺！！ 斉藤みゆ（1月7日、unfinished）
- レズビアンに囚われた女潜入捜査官～製薬会社に隠された秘密…単独潜入で落ちた罠～（1月7日、ビビアン）共演:浜崎真緒、羽月希、加納綾子
- 一般男女モニタリングAV 禁断の生中出しスペシャル！心優しい巨乳の姉と未だに童貞の弟がセックスの予行演習にチャレンジ！アソコを擦り合わせるだけの素股セックスをできたら100万円!!想定外に勃起したカチカチの弟チ○ポ！恥らいつつも男を感じて濡れちゃった姉マ○コに勢い余ってヌルッと大挿入！街で見かけた仲良し大学生姉弟の筆おろし近親相姦！6（1月7日、ディープス）他出演:並木杏梨、星空もあ、森保さな、坂井亜美、穂花まりえ
- 羞恥！彼氏連れ素人娘をマシンバイブでこっそり攻めまくれ！11 素人VSマシンバイブ 激安居酒屋にマジックミラー特設スタジオを設置 お正月だよ撮って出し潮編（1月19日、サディスティックヴィレッジ）他出演:涼海みさ、はるのるみ、あけみみう、こはる柑夏
- SODファン大感謝祭 幸せを掴めない素人男性救済バスツアー 超ド級の快楽に耐えてSEXを勝ち取れ! 紗倉まな率いる凄テクチアガールズ6名とイキまくる人生最高の温泉旅行（1月19日、SODクリエイト）共演:紗倉まな、あおいれな、佳苗るか、なごみ、篠田ゆう
- 全裸と奴隷拘束具姿のギャップ 変態マゾメス日本人完全カタログ（1月19日、ROCKET）
- 修学旅行で東京にきたイモだけど超絶かわいい田舎女子校生を「東京案内してあげる」とダマして中出し、お友達を電話で呼び出させてその娘もレ○プ2（1月19日、サディスティックヴィレッジ）他出演:涼海みさ、はるのるみ、こはる柑夏、あけみみう
- 媚薬ペニバンを挿入され「嫌なのに…」舌を絡ませレズ接吻セックスを欲しがる巨乳女教師（1月19日、ナチュラルハイ）共演:千野くるみ 他出演:麻里梨夏、彩奈リナ
- レズビアンに囚われた女潜入捜査官～製薬会社に隠された秘密…単独潜入で落ちた罠～（1月19日、ビビアン）他出演:浜崎真緒、羽月希、加納綾子
- エッチな女の子の穴図鑑 第一号（1月25日、アロマ企画）他出演:桜ちなみ、若槻みづな、藤井くるみ、彩奈リナ
- マッサージで男性施術師を挑発して感じちゃった私「こんなスケベで積極的なお客さんじゃ理性が持ちません」（1月25日、アロマ企画）他出演:杏堂怜、彩奈リナ、藤井くるみ
- ふっくらしたお尻とぷっくりま○こに食い込み匂い立つパンティ（1月25日、アロマ企画）他出演:桜ちなみ、若槻みづな
- ヘンリー塚本 女体監獄 オルガスムスに震える女たち（2月13日、FAプロ）他出演:澤村レイコ、川上ゆう、風間ゆみ、葵紫穂、葵千恵、春原未来、浅井舞香
- 女の惨すぎる瞬間 麻薬捜査官拷問 女捜査官 FILE 38 斉藤みゆ（2月13日、Baby Entertainment）
- 絶倫少年連続発射幼馴染痴漢～童貞を馬鹿にされた絶倫男子が何度も連続中出し！何度も連続顔射で幼馴染を犯しまくる！～（2月19日、アパッチ）他出演:まひろ芽唯、なつめ愛莉、早川瑞希、絢森いちか、日比乃さとみ
- 日常に潜んだエロティシズム胸チラSPECIAL 豪華撮り下ろし3シチュエーション 6シーン収録（2月16日、AKNR）他出演:なごみ、相澤ゆりな、祐木まゆ、岡沢リナ、佐野あおい
- パンツごと挿入大量射精痴漢2（2月19日、アパッチ）他出演:日比乃さとみ、明海こう、美咲かんな、成海さやか
- 一般男女モニタリングAV 街行く巨乳女子大生限定 ゴムハメ＆生ハメ検証企画 仲良し大学生姉弟が過激な近親相姦ミッションに挑戦！弟とのSEXでイかなかったら100万円！ゴム有りチ○ポではイクのを我慢できた姉もコンドームを外して生ハメされた瞬間に絶叫即イキ！（2月19日、ディープス）他出演:野々宮みさと、二宮和香、広瀬うみ
- ふわモチッGカップ 優しい瞳に包まれて（2月28日、INTEC Inc）
- 相席居酒屋でナンパした仲良し2人組をお持ち帰り。コソコソHしていると隣の部屋にいるガードの堅い女友達はヤラせてくれるか 其の14（3月1日、変態紳士倶楽部）共演:清本玲奈 他出演:河北はるな、心花ゆら
- （裏）手コキクリニック～完全版～性交クリニック9 4時間SP（3月2日、SODクリエイト）他出演:碧しの、葵千恵、浅田結梨、跡美しゅり、北村玲奈、通野未帆
- マジックミラー号 新婚カップル限定 旦那の目の前で初めての子宮マッサージで絶頂20回イカせ！意識が遠のく中、旦那よりも先に孕ませ真正中出し！（3月2日、SODクリエイト）他出演:さくらみゆき、三原ほのか、麻里梨夏、愛華みれい
- 完熟なお肉を持つ人妻たちの肉感Fuck4時間（3月3日、NON）他出演:七草ちとせ、甘良しずく、永作ゆう美、深美せりな、永瀬里美、小泉真希、桜ちなみ、橘優花、綾波まこ
- 親友の姉さんがディルドーを2本使って変態オナニーをしているのを目撃！覗かれてるのに気づくとちょい恥ずかしそうに「3Pってどんな感じかなと思って…」とオマ○コから牝の匂いをプンプンさせて誘ってきた！（3月10日、SCOOP）他出演:大場ゆい、桃瀬ゆり、涼川絢音
- 濃厚接吻しながら四つん這いで竿を後ろに倒されアナルから雁先まで舐めしゃぶられる 3（3月13日、アロマ企画）他出演:逢沢るる、南瀬奈、今井ゆあ、涼宮琴音
- 淫語中出しソープ Best Collection 9（3月13日、AVS collector’s）他出演:水野朝陽、倉多まお、向井藍、一条リオン、通野未帆
- 拝啓、お爺ちゃん。（3月16日、グローリークエスト）
- 家庭内近親相姦王様ゲーム（3月18日、ROCKET）共演:二階堂ゆり、月本愛
- 母娘同時大量ぶっかけごっくん痴漢（3月19日、アパッチ）他出演:川越ゆい、加納綾子、星空もあ、日比乃さとみ、有沢りさ
- 一般男女モニタリングAV 終電を逃した素人大学生限定 男女の友達同士が深夜のネットカフェで一般客にバレないように朝までハメ撮りSEXに挑戦！フル勃起チ○ポを敏感オマ○コに挿入された女子大生はデカ尻を震わせ激イキ連続絶頂！合計58回！（3月19日、DEEPS）他出演:向井藍、あおいれな、明海こう
- キメセク！媚薬漬けで効きすぎちゃった美少女アクメぶっとびSEX 4時間（3月24日、宇宙企画]）他出演:甘良しずく、本田るか、中西早貴、涼川絢音、椎名みゆ
- 会社の忘年会の二次会で悪ふざけして女子社員のパンツを見たりHな悪戯したのを社用カメラに記録してました。 素人使用済下着愛好会（3月25日、クンカ）共演:さくらみゆき
- デカ尻バゴ～ン（3月31日、光夜蝶）他出演:三島奈津子、七草ちとせ、木南日菜、橘優花、深美せりな、桜ちなみ、霧島さくら、甘良しずく、雪平こよみ
- 若妻たちの発情痴態 濡れて挿れて堕ちて…また挿れて (4月1日、FAプロ) 共演:神宮寺ナナ
- リクルートスーツのまま居眠りしてしまった新卒女社員に手を出しちゃった俺（4月6日、AKNR）他出演:なごみ、はるのるみ
- 図書館で声も出せず糸引くほど愛液が溢れ出す敏感娘 20（4月6日、ナチュラルハイ）他出演:かなで自由、美月るな、澁谷果歩、埴生みこ
- 媚薬イラマの快楽で漏らすほど喉奥性感帯をチ○ポで突かれ覚醒するMっ子JK（4月6日、ナチュラルハイ）他出演:姫川ゆうな、水嶋アリス
- GIRL’S CH恋愛図鑑 ～隣のカップル達のリアルSEXを観察～ Actor:北野翔太（4月6日、GIRL’S CH）他出演:初音杏果
- ミニスカートを履いたパンチラ女子校生に媚薬を飲ませると自らニーハイソックスを擦りつけながら淫らにパンツを湿らせ、カニバサミで中出しを求めた！2（4月14日、V&R）他出演:麻里梨夏、なつめ愛莉、星空もあ
- いいなり巨乳いもうと 斉藤みゆ Hカップ（95cm） (4月18日、ケードライブ)
- 一家に一台。何してもいい性処理女体家具 斉藤みゆ（4月19日、Dogma）
- ガラス一枚隔てて娘が犯され中出しされる姿を見せられながら中出しされる母。（4月19日、アパッチ）共演:三島奈津子 他出演:今井まい、日比乃さとみ、小西まりえ、桃瀬ゆり
- 「あっ!ナマで入っちゃった!」 凄テクオイル素股でチ○ポをマ○コに擦りつけてたら思わずフル勃起からの生挿入! 本番禁止のはずなのに生中出しSEXまでしちゃった4人の爆乳美人デリヘル嬢（4月20日、グローリークエスト）他出演:桜井彩、若槻みづな、岡沢リナ
- 女だらけのシェアハウス 男は僕一人 いつも女の子たちのオナニーのお手伝いをさせられている復讐にウォーターサーバーに媚薬を混ぜてピンコだちした美巨乳を揉んで揉んで揉みまくってヤリマシタ！（4月20日、サディスティックヴィレッジ）共演:宮沢ゆかり、笹倉杏、涼海みさ、玉木くるみ
- 駆け出しグラビアアイドルに水に濡れたら溶ける服を着せて男湯でアルバイト！突然の全裸羞恥に遭遇した赤っ恥アイドルは無事に逃げ出せるのか！？（4月20日、サディスティックヴィレッジ）共演:笹倉杏 他出演:宮沢ゆかり、涼海みさ、玉木くるみ
- 接吻姉妹 溺愛レズビアン 卑猥なクチビルと舌で愛し合う女同士の快楽 葵千恵 斉藤みゆ（4月20日、ヒビノ）共演:葵千恵
- 熟練痴女達の弄びフェラチオ～出したいの？まだされてたいの？どっちなの？～（4月21日、SEX Agent/妄想族）他出演:春原未来、西条沙羅、三上絵理香、卯水咲流、若槻みづな、小鳥遊まゆ、椎名りりこ
- 斉藤みゆの爆乳劇場 Gcup! 92cm（5月1日、プラネットプラス）
- 爆乳ハミ乳競泳水着 THE BEST 8時間（5月5日、クリスタル映像）他出演:清塚那奈、澁谷果歩、星野ひびき、天音ありす、七草ちとせ、愛乃まほろ、甘良しずく、佐倉あゆ、二葉しずく
- 人生で初めて味わう大きな肉棒に咆哮し、ヨガリ鳴く変態妻4時間（5月5日、NON）他出演:小早川怜子、水城奈緒、愛代さやか、芹沢つむぎ、三宅美香、いろはめる、すなお恵、稲川なつめ
- イケメンの友達がほろ酔い状態の女の子を僕の部屋に連れて来た！女に無縁の僕にはそれだけで大興奮なのに超過激でHな王様ゲームが始まっちゃって…9（5月7日、お夜食カンパニー）共演:三原ほのか 他出演:水澤りこ
- 消火栓のボタン押すぐらい欲望に弱い 斉藤みゆ（5月12日、バルタン）
- 起死回生！！巨乳の4姉妹で倒産回避するコンビニエンスストア（5月12日、ケイ・エム・プロデュース）共演:北川エリカ、水谷心音、愛羽なな
- フォロワー3桁コスプレイヤー初めてのAV撮影！彼氏より先に中出ししちゃいました。 斉藤みゆ（5月13日、MARX）
- 【顧客満足100％】究極のサービスがある風俗店を紹介！究極のサービス『ハメチオ』が売りの二輪車、三輪車は当たり前の中出しソープランド。（5月13日、EROTICA）共演:大場ゆい、涼川絢音 他出演:葵千恵、桃瀬ゆり
- 不貞妻にカギってアブノーマルSEXにハマる訳 4時間（5月13日、イエロー/妄想族）他出演:八ッ橋さい子、三宅美香、折原ほのか、綾波まこ、里美まゆ、霧島さくら、瀬田奏恵、サリー、木南日菜
- 夜這いされ喘ぎ声を我慢しながら旦那の横で中出しまでされる人妻7（5月18日、グローリークエスト）他出演:本田岬、宮下華奈、香乃まどか、紺野ひかる
- 彼氏と待ち合わせ中の素人お嬢さん限定！色々な物を代わるがわる咥えながら彼氏と電話でクイズに挑戦して高額賞金ゲットしてみませんか？（5月19日、ATOM）他出演:成海さやか、桃瀬ゆり、今井まい、小西まりえ
- インテリヤリマン女子たちに教室で喰われまくりの学園生活！！男子生徒の絶対数が少ない学校生活はパラダイス！（5月19日、Hunter）共演:あおいれな、あべみかこ、今井まい、紗藤まゆ、白桃心奈
- じゅんわり手コキ～ゆっくりじっくり生殺し指淫で張り詰め続けるチ●ポ感度～（5月19日、SEX Agent/妄想族）共演:吉川あいみ、由來ちとせ、夏希みなみ、西山樹、黒木澪、涼川絢音、海野空詩
- 口壊 喉レ●プ凄絶イラマチオ vol.2（5月25日、BabyEntertainment）共演:いろはめる、真田さな、柊さき、倉内まりや、ゆきのあかり、星空もあ
- 「男の子はパンチラが好きって本当かな…？」内気な僕は、クラスの女子が恥ずかしい事を試すのにちょうどいい実験台。スケベ！変態！と罵られながら小悪魔挑発され、僕のチ●ポは噴火寸前！生のまんまでS●Xの練習にまで付き合わされ…（5月26日、SCOOP）共演:涼宮琴音 他出演:水谷あおい、来栖まゆ
- 大人しそうなあの子はむっつりスケベのドM少女 育ちの良さそうなむっちり巨乳娘にザーメン中出し！ みゆ（5月26日、MERCURY）
- ごめん借りてた金返せないからコレで勘弁してくれ！親友がそういって自分の妻をおマ〇コ丸出し家政婦として送り込んできた！！（5月26日、SCOOP）他出演:夏希みなみ、柊さき
- 昔クラス委員長だったメガネ巨乳な奥さんを媚薬バイブでアクメ強姦！ お高くとまったあの人妻がチ〇ポいいなり女になりさがる！！（5月26日、SCOOP）他出演:夕陽ことか、はるのるみ、浜崎真緒
- フォロワー3桁コスプレイヤー初めてのAV撮影！彼氏より先に中出ししちゃいました。 斉藤みゆ（6月1日、MARX）
- ボイン大好きしょう太くんのHなイタズラ 斉藤みゆ（6月1日、グローリークエスト）
- 春原未来×斉藤みゆ 初めての女装子（6月1日、SODクリエイト）他出演:春原未来
- 浅井陽登のお宅訪問（6月1日、GIRL’S CH）他出演:咲坂花恋
- 肉付き最高のドM女は受胎性交でアヘ顔晒す4時間（6月2日、NON）共演:すなお恵、桜木郁、橘優花、星空もあ、谷川くるみ、綾波まこ、霧島さくら、愛須心亜
- フリーダム的 M男圧迫面接 2（6月5日、フリーダム）共演:長谷川夏樹、涼宮琴音、柑南るか、遠藤ゆうか
- ストレスが溜まりまくる保育士は超性欲旺盛で欲求不満のヤリマン巨乳女子だらけだった!（6月7日、Hunter）共演:三原ほのか、若槻みづな、江上しほ、青山はな
- お願い！それ以上おっぱいムサボらないで！感じすぎるM巨乳 斉藤みゆ（6月9日、レアルワークス）
- 自画撮りオナニーサポート エッチな体で見せつけ挑発！（6月13日、アロマ企画）他出演:坂井亜美、月本愛、森はるら、黒木いくみ
- 好きなパンチラが必ず見つかる！王立パンチラミュージアム（6月13日、アロマ企画）他出演:今井ゆあ、埴生みこ、七海ゆあ、咲良つむぎ、黒木いくみ
- 入寮したら男は僕一人ぼっちだった（6月15日、アキノリ）共演:二宮和香、小川桃果、卯水咲流、若槻みづな
- スケベニットの隣の奥さんの巨乳にガマンできなくなった童貞くん（6月15日、アイエナジー）他出演:二宮和香、西山あさひ、結菜はるか
- 1泊2日10射精・筆おろしサービス付き「性交付き」温泉仲居のお仕事（6月15日、SODクリエイト）共演:美咲かんな、篠田ゆう
- 図書館スカート巾着拘束固定媚薬バイブ中出し痴漢（6月19日、アパッチ）他出演:日比乃さとみ、夏原あかり、河北はるな
- 修学旅行でクラスメイトを無理矢理泥酔させてみんなで中出ししちゃった痴漢ビデオ（6月19日、アパッチ）共演:白桃心奈、宮沢ゆかり、大原すず、紗藤まゆ、森はるら、あおいれな
- ノド奥大量発射逆流イラマチオ痴漢 ナース中出しver.（6月19日、アパッチ）他出演:日比乃さとみ、明海こう、成宮はるあ、涼川絢音
- 自宅でまったり、セックスさせてもらって良いですか？斉藤みゆ（6月20日、STAR PARADISE）
- 意外とヤレる！！家事代行サービスのおばさん（6月20日、STAR PARADISE）他出演:絢葉由貴、咲良しほ、葵千恵
- 隠れ巨乳の地味子10人連続セックス（6月20日、ケー・トライブ）他出演:杉原ゆめか、塚田詩織、さとう愛理、村瀬夢佳、河音くるみ、保志美あすか、椎名いずみ、すなお恵、穂花まりえ
- 女子校生バンギャ乱交ハメ撮り映像（6月23日、青空ソフト）共演:佐々波綾、白咲ゆず
- 挑発的チラリズムコレクション 2（6月25日、アロマ企画）他出演:藤川れいな、七海ゆあ、黒木いくみ、咲良つむぎ
- 受付嬢in… ［脅迫スイートルーム］ 斉藤みゆ（6月30日、ドリームチケット）
- 喉ズボファック4時間（6月30日、NON）他出演:三島奈津子、いろはめる、星空もあ、三宅美香、美咲ゆう、葵千恵、真白愛梨、桃瀬ゆり、深美せりな
- はだかの家政婦 全裸家政婦紹介所 斉藤みゆ（7月1日、プラネットプラス）
- 巨乳少女 監禁・暴行・虐待・陵辱 斉藤みゆ（7月1日、中嶋興業）
- サテン天国（7月5日、フリーダム）共演:長谷川夏樹、涼宮琴音、柑南るか、遠藤ゆうか、初音杏果
- 保健委員のわくわく身体測定（7月5日、フリーダム）共演:長谷川夏樹、涼宮琴音、柑南るか、遠藤ゆうか、初音杏果
- 騎乗位で上半身を動かさずに腰だけをグイングイン振りまくって中出しさせる馬乗り巨乳美女2（7月6日、グローリークエスト）他出演:波多野結衣、NAOMI、三島奈津子、浜崎真緒
- 素人男女観察！モニタリングAV 男女の友情徹底検証！！酔っ払って終電を逃した仲良し男女限定！（恋人同士では無い）タオル一枚で一晩何もせずに過ごしたら賞金20万円！！ （もしエッチしちゃっても中出ししたら1発につき報奨金として10万円差し上げます！）（7月7日、お夜食カンパニー）他出演:江上しほ、若槻みづな
- 入院中の彼女が寝ている隣で他の入院患者とヤってしまったボク！入院中の女性は欲求不満で超肉食？ 入院している彼女のお見舞いに行ったら同室の巨乳女性たちにおっぱいを見せつけられて誘惑されてしまい、彼女が寝ているベッドの隣でカーテン越しにエッチしてしまいました…（7月7日、Hunter）共演:森はるら、玉木くるみ 他出演:星空もあ、成宮はるあ、明海こう、なつめ愛莉
- ギリギリまで気付かれないイヤホン女子校生本屋痴漢～大音量で音楽聞いてる女子校生は触られても気付かない！～（7月7日、アパッチ）他出演:あおいれな、あべみかこ、今井まい
- 挑発するチア娘。2（7月13日、アロマ企画）他出演:あけみみう、月本愛、埴生みこ、水嶋アリス、咲良つむぎ
- パンチラ模擬店 ～エッチなアトラクションルーム 2（7月13日、アロマ企画）他出演:春川せせら、生駒はるな、今井ゆあ、坂井亜美
- 1人じゃ足りない、3Pにハマった清純派美人妻は、夫の知らない所で派手に果てる4時間（7月13日、イエロー/妄想族）他出演:三島奈津子、木南日菜、三喜本のぞみ、柑南るか、綾波まこ、初音ろりあ、彩奈リナ、稲村ひかり、並木杏梨
- つい寝取ってしまった上司の奥さんが絶倫女だった！夫にバラすからとチ〇ポを求められたら逆らえない！肛門まる見えでおねだりされ我慢できずに膣内爆射！！（7月14日、SCOOP）他出演:結菜はるか、二宮和香
- 超絶フィスト人妻レズ覚醒エステ（7月15日、ピーターズ）共演:葵千恵 他出演:鮎原いつき
- モニタリング追いかけ回し媚薬中出し痴漢（7月19日、アパッチ）他出演:小西まりえ、日比乃さとみ、ひなたりこ
- 全て新作撮り下ろし！パンツ内大量射精痴漢2 被害拡大！1人増量！！被害者10人SP！色んな所で色んな女の子にパンツ内大量射精してきました！（7月19日、アパッチ）他出演:笹倉杏、水谷あおい、篠崎みお、八ッ橋さい子、成海さやか、あゆな虹恋、夢野りんか、なごみ
- 実はドストライクだった妹との近親相姦！田舎に住んでいる妹が東京に住んでいるボクの部屋に遊びにきた！しかし、ボクは昔から妹なのに女として見てしまいそれではいけないと逃げ出すように一人暮らしを始めたのに、久しぶりに会った妹は、大人の身体に成長していてますますムラムラが止まらない…。こっちの気を知らないで部屋着とか無防備な格好で家で過ごすもんだから、勃起が止まらなくて…。（7月19日、Hunter）他出演:森はるら、白雪るあ、玉木くるみ、ひなたりこ
- 「大人の男性器に興味津々なJK姉妹がしかける誘惑Wパンチラを見たら…どっちにイク？」VOL.1（7月20日、DANDY）共演:今井ゆあ 他出演:あおいれな、なごみ
- まさにゲスの極み8時間 肉体謝罪編（7月21日、クリスタル映像）共演:今井ゆあ 他出演:保志美あすか、小西みか、二宮莉央、羽生ありさ、奈良絵美子、桜乃ゆいな、相澤ゆりな
- 巨乳の叔母さんが実はパイズリコンプレックスだった！こっそり練習台になってあげたらこんなのどう？とパイズリフェラで1発抜かれそれでも勃起が治まらないので素股からのグチョぬる挿入でこらえきれずに膣内マグマ噴射！！（7月28日、SCOOP）他出演:西山あさひ、三島奈津子、今井ゆあ
- W INFERNO- ダブルインフェルノ- 04（7月28日、MAD）共演:二宮和香
- 痴漢総決起集会2017 夏の陣 撮り下ろし10作品 完全[中出し]スペシャル（8月1日、ナチュラルハイ）他出演:向井藍、黒瀬萌衣、あべみかこ、水谷あおい、鶴田かな、逢沢るる、長谷川夏樹、かなで自由
- 「40歳を過ぎた私の初めての中出し相手は見舞いに来てくれた姪っ子JKでした」VOL.1（8月1日、DANDY）他出演:あず希
- 「起きろ…オレ！」寝落ちしたボクだけが知らなかった、結婚間近の彼女と一緒に参加したバイト先の飲み会寝取られ映像。 2（8月7日、お夜食カンパニー）他出演:三原ほのか、さくらみゆき
- 巨乳義妹2人の汗で透けた乳首で勃起度100％！さらに巨乳密着で勃起度120％！今年の夏はいつもと違う！父が再婚し新しく出来た妹2人と暮らす初めての夏!超可愛くて巨乳の2人。兄として意識してはいけないのについつい胸に目が行ってしまうのです。しかしある熱帯夜、クーラーが壊れて暑さマックス!暑くてたまらず薄着になる妹たちに釘付け…。さらに汗で服が透けて巨乳の乳首が丸見えで…。そんなセクシーすぎる姿の妹たちは家の中で唯一エアコンが壊れていないボクの部屋にやって来て3人で寝ようと言うのです。巨乳に挟まれて…（8月7日、Hunter）共演:玉木くるみ 他出演:鶴田かな、蓮実クレア、紗藤まゆ、森はるら
- 拒んでも拒んでも感じまくってるようにしか見えない私はささいな事でイってしまう！超敏感?早漏ＯＬ！ずっと秘密にしていた私の超敏感な早漏体質のカラダがある日、会社の上司にバレてしまいました…。 最初は軽いセクハラで面白がっていた上司が悪乗りして、セクハラはどんどん過激にエスカレート！必死に拒んでもカラダは超敏感に感じまくっちゃって、心では嫌がっているのにチ○ポをハメられながら何度もイキまくってしまいました…!!（8月7日、ゴールデンタイム）他出演:明海こう、星空もあ
- 疼く身体を持て余し凸してくるDQN団地妻たちに強制勃起させられちゃった俺（8月10日、AKNR）他出演:二宮和香、葵千恵、小川桃果、卯水咲流、涼宮琴音、若槻みづな
- 胸の形が強調される軟乳パイスラ女子に発情しちゃった俺（8月10日、AKNR）他出演:浜崎真緒、二宮和香
- 訳あり美人妻が応募した人妻専門ハメ撮り秘密倶楽部で面接官にお試しSEXされちゃいました！ Vol.2（8月18日、ファインピクチャーズ）他出演:柑南るか
- 超ラッキー！！カーテン開けたら向かいの部屋はナース独身寮！童貞のボクが大学進学の為に引っ越した先の向かいの部屋は性欲が溜まりに溜まった性欲旺盛ナースの独身寮で窓越しに色々見える！！女子会や着替えやオナニーやレズも見放題！！しかもボクが見ているのが分かると隠すどころか見せつけるようにして着替えたりオナニーしたりしてボクをからかい誘惑してくる！！当然ボクはそれだけでフル勃起！！毎日生殺し状態かと思ったらナースさんたちも見せているだけでは我慢できなくなったみたいで…（8月19日、Hunter）他出演:涼海みさ、早川瑞希、今井まい、玉木くるみ
- 宙に浮くほどのエンドレスハードピストンハメ潮中出し痴漢（8月19日、アパッチ）他出演:なつめ愛莉、浜崎真緒、藤川れいな、星川麻紀
- 一般男女モニタリングAV 夏の超豪華版！完全撮り下ろし2枚組8時間！会社の同僚と一夜限りのお泊りミッション企画 終電を逃した社会人男女がラブホテルで1発10万円の過激な連続射精セックスに挑戦！4（8月19日、ディープス）他出演:前田えま
- フリーダム学園 巨乳だらけの水泳部 女子の力が強い水泳部に入部した男子が受ける地獄のシゴキ（9月1日、フリーダム）※「AV OPEN 2017」マニア部門 エントリー作品 他出演:若槻みづな、江上しほ、宮崎あや、白桃心奈、藤川れいな
- Harem of epicurean ～素人マゾ奴隷オークション～（9月1日、MARX）※「AV OPEN 2017」マニア部門 エントリー作品 共演:板野ひより、西園まい、神宮寺ナナ
- 過敏な乳首 舐められて勃起する乳首レズビアン 5（9月1日、ゑびすさん/妄想族）他出演:春日野結衣、江上しほ、東杏果、羽生ありさ、水谷杏
- アナタだけの理想のママになってアゲル4時間（9月1日、光夜蝶）他出演:三島奈津子、七草ちとせ、木南日菜、甘良しずく
- アパッチに奇跡的にカワイイ女ADが3人も入社してきたので‘AV業界の常識’だと偽ってあの手この手で全員ヤッてやりました！（9月7日、アパッチ）共演:藤川れいな、黒木いくみ
- salon NATSUNO ～first love～（9月7日、GIRL’S CH）他出演:春原未来、清本玲奈
- おじさんとの変態性交にハマってしまうM妻4時間（9月13日、イエロー/妄想族）他出演:三宅美香、瀬田奏恵、八ッ橋さい子、綾波まこ
- 女監督ハルナの素人レズナンパ115 姉妹で恥じらい初レズ！絶頂イカせ合いゲーム！（9月15日、ピーターズ）共演:葵千恵、玉木くるみ
- トイレ掃除で水が掛かって濡れまくり！制服ビショ濡れでブラ透けまくり女子校生！ボクの勃起にいち早く気づき行動に移したヤリマン女子のおかげで他の女子も連鎖発情！イジメられてもいい事があるもんだ！無理やり押し付けられたトイレ掃除をしてると…（9月19日、Hunter）他出演: 霧島さくら、北川ゆず、関根奈美
- 「お願いもう止めて！もう何度もイっちゃってるって言ってるでしょう！」イってもイってもイキ止まらないハードピストンで義姉がエビ反り連続爆イキ！2 突然出来た義理のお姉ちゃんは清楚で美人なのに実はヤリマンでSEXのハードルがすごく低い！！（9月19日、Hunter）他出演:尾上若葉、浜崎真緒
- マジックミラー号 心優しい子持ちのママがデカチンで妻に挿入を許してもらえない男性に素股奉仕 産後で感度が上がったマ○コは我慢できず、不倫挿入真正中出し！4（9月21日、SODクリエイト）他出演:永井みひな、水澤りこ
- 独占解禁！ 黒人デカマラ肉弾FUCK 斉藤みゆ（10月1日、Fitch）
- 夜勤中に居眠りしている看護師を夜這いしちゃった俺 5（10月5日、AKNR）他出演:清城ゆき、永井みひな、河音くるみ
- わたし…痴女します！斉藤みゆ 痴女化計画（10月6日、クリスタル映像）
- トリプル痴女 下半身ハーレム3点責め（10月6日、OFFICE K’S）
- 秋の夜長にボインパック4時間（10月6日、NON）他出演:二階堂ゆり、九条さやか、甘良しずく、霧島さくら、瀬田奏恵、木南日菜、深美せりな、綾波まこ、彩奈リナ
- 巨乳女子社員だらけの下着メーカー独身寮に男はボク1人！上京して都会の下着メーカーに運良く就職して独身寮に入ったら女性しかいない！職場でも寮でも女性の下着姿だらけでもう24時間勃起しまくり！なんとか隠し通せていたと思ったらバレバレで…（10月7日、Hunter）
- ガキにもどって犯りなおしっ！！！（10月7日、MOODYZ）他出演:麻里梨夏、水城奈緒、浅田結梨
- パンチラ確定！ポロリ満載！目指せ！ホールインワン！！パターゴルフ野球拳（10月19日、ATOM）
- 口内舌相互観察 濃密絡み合い唾液レズ接吻（10月19日、ゑびすさん/妄想族）他出演:咲羽優衣香、立花まゆ、武藤つぐみ、はるのるみ、羽生ありさ、あやね遥菜、春日野結衣、東杏果
- SEXの逸材。ドスケベ素人の衝撃的試し撮り 性癖をこじらせてプレステージに自らやって来た本物素人さん達の顛末。 VOL.03（10月20日、プレステージ）
- 父親が再婚して突然家族になった美人4姉妹とハロウィンパーティ！ 可愛いコスプレ姿でテンションブチアゲな彼女たちと王様ゲームをすることに！！ 「王様の言うことはぜった～い！」王様の命令で僕におっぱい見せつけたりキスしてきたり誘惑されて…Trick or Treat！？（10月20日、DOC）
- 昔の不貞が義父に見つかり若い躰を玩具にされる巨乳嫁（11月2日、ヒビノ）
- ほぼ主観でアナタのチ○ポを意地悪にシコシコ ディルド足裏足コキ 罵倒風味（11月5日、フリーダム）他出演:高城アミナ、七海ゆあ、早川瑞希、北島玲、白桃心奈、神波多一花、涼宮琴音、柑南るか
- 【NTR実況】 その時、妻は…（11月7日、JET映像）
- 身動き取れず媚薬入り固定バイブに腰をがくがく痙攣させる人妻2 羞恥拘束したまま放置させたらイキまくった挙句、チ●ポをねだったので望み通り中出ししてやった（11月7日、かぐや姫Pt/妄想族）他出演:千野くるみ、葵千恵
- 私立パコパコ女子大学 女子大生とトラックテントで即ハメ旅 02 O大学文学部3年偏差値70、Gカップの妹系大学生 T大学教育学部4年真面目女子4年振りのセックス K大学文学部3年未処理な恥毛が高感度なJD K大学生活環境学部1年【変態】オナニー中毒Fカップ（11月10日、プレステージ）
- 縄狂いの女（11月16日、グローリークエスト）
- 簡単にお金を稼げる！と甘い考えがはびこる制服リフレ！！経験人数が少ない事をアピールして裏オプションを提示する始末。そんな考えを正すべく入店初日の女の子にチョットHなイタズラどころかただマンSEXで退店まで追い込んでみた。（11月19日、ぐりーんあっぷる）
- JK健康診断素股中出し痴漢（11月19日、アパッチ）
- 親が雇った大学生の家庭教師が私のことをいつもイヤらしい目で見て来くるから超気持ち悪い！だから、クビにしちゃおうと思ってわざとパンチラ胸チラ全開で誘惑！そしたら、簡単に引っかかって襲ってきたからそのまま親に報告しようとしたら、想像以上に力が強くて抵抗…（11月19日、ゴールデンタイム）
- 実はヤリマン！？女だらけの保育士さんたちのシェアハウスで男はボク1人！？保育士をしている姉に呼ばれて行った先がシェアハウス。しかも、住んでいるのは全員女性保育士さん！姉に頼まれてTVの配線を手伝いにいっただけなのに、普段出会いがない保育士さんたちは男である…（11月19日、Hunter）
- モンスター患者に看護師の妻を寝取られました。3日間の入院中に中出し専用媚薬モルモットにされてしまったようです。（11月20日、ミセスの素顔）
- 人妻と2人っきりでAV鑑賞（11月20日、STAR PARADISE）他出演:葵千恵、冴君麻衣子、桜ちなみ
- ラグジュTV×PRESTIGE PREMIUM 08 オトナのエロさここに極まる！美女達の本当の姿を余すことなく全部見せます！！（11月24日、プレステージ）
- 時間停止おっぱいモミモミ学園2 強●解除で絶叫パニック中出しレ×プ（12月1日、OPPAI）共演:ひなみれん
- まんぐりパンティぶっかけ本屋痴漢（12月7日、アパッチ）
- 帰宅まで我慢できない野外アクメ！ 媚薬が効きすぎてオナニーを抑えきれず何度もイキ漏らす発情JK 4 ケダモノ騎乗位SP（12月7日、ナチュラルハイ）
- ナチュラルハイ年末スペシャル 敏感（恥）巨乳痴漢 撮り下ろし 総勢10名2枚組 豪華版（12月7日、ナチュラルハイ）
- 「巨乳すぎて患者を勃起させてしまう悩める看護師SPECIAL 鉄板企画目白押し!『大きな胸でゴメンナサイ』6連発!!」（12月7日、DANDY）
- くどいほど乳首殺し あとほんの少しペニスに刺激が与えられればイケるくらい快感は高まっているのに、決定的な刺激が与えられないまま長時間耐え続け…焦らされて焦らされて、僕はおかしくなった…（12月8日、OFFICE K’S）他出演:成海さやか、笹宮えれな、波瑠まいな、推川ゆうり
- 引越し先のお隣さんは爆乳ボイン姉妹！彼氏もセフレもいなくて欲求不満が溜まりまくりの姉妹たちは、露骨すぎるオッパイの谷間でオジサンを誘惑して生ハメSEXを強要した挙句、姉妹マ●コに連続中出しさせちゃう！（12月8日、OFFICE K’S）他出演:浅美結花、明音ひかる、笹宮えれな、成海さやか
- 貴方を見つめながら尿道責め（12月8日、OFFICE K’S）他出演:成澤ひなみ、成海さやか、波瑠まいな、推川ゆうり、黒木いくみ
- デカ乳輪！！だらしないカラダを持つ女8人2（12月8日、ケイ・エム・プロデュース）他出演:甘良しずく、折原ほのか、澁谷果歩、三島奈津子、月本愛、塚田詩織、八束みこと
- お風呂でムダ毛処理中に叔父がまさかの乱入！！イヤラシイ身体に育った姪に勃起チ○ポを抑えられず性的悪戯！？（12月8日、ケイ・エム・プロデュース）他出演:九条さやか、葉月美音、眞実かなえ
- 【オヤジのリア充醸し映像】今度の＃援は 娘と同い年… 生ハメ中出し ～一泊二日孕ませ温泉旅行…巨乳女子校生みゆと四六時中貪り合いました。（12月13日、エロチカ）
- 唇まで3センチの距離が理性を壊す！まったく意識していなかった女友達（友達の彼女、彼女の友達…）がセックスの対象に！？女友達とで部屋飲みしていたら女友達がまさかの泥酔！！普段見せない色っぽさが！！しかも徐々にガードも緩くなりドキドキ！しかもしかも急接近で…（12月19日、お夜食カンパニー）
- 一般素人女性×プロAV男優 丸の内で働くムチムチ巨乳の眼鏡OLさんが一般人のフリしたデカチンAV男優の何度イっても絶対止めないガン突き無限ピストンでのけ反り大絶頂！揺れて跳ねる大きなおっぱいと敏感乳首をこねくり回されたスケベなインテリOLは中出しだって拒めない！（12月19日、ディープス）
- 胸糞悪くてもコレが俺の生きる道！気弱な後輩の彼女を目の前で無理矢理犯し彼氏のフニャチンとは違いカリデカ極太チ○コで今まで届かなかった一番深くて気持ち良い子宮口に強制キス（膣奥中出し）をされて今まで感じたことのない絶頂にイキ狂い完全快楽堕ち！（12月19日、ぐりーんあっぷる）
- 『1分間だけ私を好きにしていいよ！』女だらけのシェアハウスの唯一のルールは、家事を押しつけた女の子が、押し付けられた男に1分間だけ好きな事をさせてあげる。ボクが最近入居したシェアハウスは奇跡的にカワイイ女子だらけ！確かにビジュアルは最高だけど…（12月19日、Hunter）
- 口説けばヤレる！！家事代行サービスのおばさん 240分スペシャル15名（12月20日、STAR PARADISE）他出演:伊達美佐子、西尾加代子、峰岸洋子、木戸雅江、絢葉由貴、葵千恵、咲良しほ、他
- M女の妄想淫語オナニー（12月22日、OFFICE K’S）他出演:推川ゆうり、笹宮えれな、成海さやか、波瑠まいな
- BAZOOKA 2017年下半期BEST 4時間完全保存版（12月22日、BAZOOKA）他出演:波多野結衣、篠田ゆう、跡美しゅり、佳苗るか、紺野ひかる、霧島さくら、西条沙羅、川菜美鈴、南梨央奈
- 無邪気な少女のエッチなお遊戯 「溜まってるもの全部出して」（12月25日、JUMP）

- こういう女の子にぽちゃくちゃにされたーい◇4時間（1月5日、NON）他出演:百合華、綾波まこ、三上絵理香、三島奈津子、深美せりな、九条さやか、すなお恵、翼みさき、並木杏梨
- Hunter×Apache×ゴールデンタイムトリプルエイチグループ3メーカー連動企画 痴漢されている女子○生を目撃して興奮してしまった私。満員電車に乗った私の目線の先には…痴漢されている女子○生が！？その状況に戸惑っていると女子○生と目が合った私。だけど…（1月7日、ゴールデンタイム）
- Hunter×Apache×ゴールデンタイムトリプルエイチグループ3メーカー連動企画 1日に2回痴漢された女子○生（1月7日、アパッチ）
- 急成長した親戚のお姉ちゃんの巨乳にビックリ勃起！久しぶりに我が家にやって来た親戚のお姉ちゃんが可愛くて巨乳になっていてビックリ！数十年ぶりに会う親戚のお姉ちゃんたちが見違えるほど可愛くて巨乳になっていて本当に驚いた！！しかも超無防備で谷間は勿論の事…（1月7日、Hunter）
- 子連れのママさんナンパ3 ベビーカーの子供ほったらかしで生チ○ポに感じまくる呆れた人妻に中出し制裁！（1月7日、かぐや姫）
- ブルマ女子校生ずぼずぼディルドオナニー2（1月7日、デジタルアーク）他出演:成海あすか、神宮寺ナナ、柑南るか、相澤ゆいな、唯川千尋、愛野ももな、結希絵里奈、有坂香菜、姫咲もえ
- 巫女戦姫カグヤ（1月12日、GIGA）
- 男の入院患者は僕だけ！欲求不満のナースたちが夜な夜な夜食（性欲剤入り）を食べさせて ギンギンになったチ○ポにまたがり中出し性交をくり返す淫乱クリニックに入院中！！（1月19日、ぐりーんあっぷる）
- 蒸れた美脚匂い嗅ぎ舐めレズビアン (1月19日、ゑびすさん/妄想族) 他出演:武藤つぐみ、はるのるみ、いろはめる、久我かのん、咲羽優衣香、牧野れいな、篠崎みお、藤にいな、羽生ありさ
- スゴイ！って言われる私のフェラチオ見て下さい。～思い思いのとっておき。共通するのは果て無きチ●ポ偏愛～ (1月19日、SEX Agent/妄想族) 他出演:真木今日子、川菜美鈴、枢木みかん、白百合ましろ、神宮寺ナオ、桜木エリナ、優梨まいな、成宮いろは
- 誘惑的パンチラコレクション 4 (1月25日、アロマ企画) 他出演:篠崎みお、松下美織、本田るい、千野くるみ、浅美結花
- 焦らし寸止め委員会の淫らな放課後～大量発射SP～（1月26日、ケイ・エム・プロデュース/BAZOOKA）他出演:阿部乃みく、なつめ愛莉、香月萌
- 快診の一撃 (2月2日、NON)
- マイクロミニスカートで社員を挑発するヤリマンドスケベ巨乳OL (2月8日、WEEKENDER) 他出演:羽生ありさ
- むちむちデカ尻 神ブルマ 斉藤みゆ ロリ美少女から人妻、ぽっちゃり娘達にピチピチブルマ＆体操着を着せ、ハミパン、ムレムレワレメなど毛穴まで見えるほどの超ドアップ接写！さらに尻コキ、着衣お漏らし放尿やブルマぶっかけ、生中出し等ブルマ好きに送る完全着衣フェチAV（2月8日、親父の個撮）
- おバカでぽっちゃり巨乳。えっちが大好き黒ギャルみーちゃん（2月13日、ダスッ!）
- 超絶倫弟にハメられまくる無防備な爆乳姉 (2月13日、Fitch)
- 敏感乳首だけでイケる美女 (2月19日、ゑびすさん/妄想族) 他出演:葵千恵、春日野結衣、なつめ愛莉、羽生ありさ、黒木いくみ、片瀬美咲、牧野れいな
- おっぱい揉み乳首舐めレズビアン (3月1日、ゑびすさん/妄想族) 他出演:なつめ愛莉、日比乃さとみ、篠崎みお、梁川かりん、阿部乃みく、藤にいな、小春、久我かのん、和泉希歩
- 友カノの寝取り顔を黙って売ってます (3月2日、NON)
- Glamor (3月8日、デジタルアーク) 他出演:羽生ありさ
- 【完全着衣】巨乳ノーブラニットの女たち (3月8日、アキノリ) 他出演:霧島さくら、松岡香純
- ニーハイで絶対領域の妹の友達に生中出し！ (3月8日、Mr.michiru) 他出演:宮地亜衣、坂下ゆあ
- 秩序を乱す者にはエッチな制裁を！！学園を裏で牛耳るちょっぴりサディスティックな下乳生徒会役員 (3月9日、BAZOOKA) 他出演:藤波さとり、森はるら、北川りこ

パンストレッグ フェティッシュレズビアン (4月1日、ゑびすさん/妄想族) 他出演:小春、小西まりえ、なつめ愛莉、日比乃さとみ、桃瀬ゆり、希咲あや、阿部乃みく
- 温泉旅館オネシ●タ体験 (4月5日、グローリークエスト) 他出演:羽生ありさ、宇多田あみ
- 寸止め淫語爆乳レズビアン 家庭教師に焦らされながら禁断の快楽に引きずりこまれて… (4月13日、Fitch) 共演:椿織さとみ
- 巨乳限定 ボイン乳首舐めレズビアン (4月19日、ゑびすさん/妄想族) 他出演:葉月美音、咲羽優衣香、久我かのん、羽生ありさ、江上しほ、水谷杏、あやね遥菜、美月優芽
- 転校した学校は『ウルトラクールビズ！』生徒も先生もおへそ丸出し！パンチラしまくり！おっぱいも半分見えちゃってる超ミニミニ制服でフル勃起必至の学園生活！ (5月7日、ゴールデンタイム) 他出演:星空もあ、河音くるみ、真田さな、宮村ななこ、小泉まり
- 巨乳限定 ボイン乳首舐めレズビアン (4月19日、ゑびすさん/妄想族) 他出演:葉月美音、咲羽優衣香、久我かのん、羽生ありさ、江上しほ、水谷杏、あやね遥菜、美月優芽
- 逃亡M奴● 暴虐のトラウマ 斉藤みゆ (5月7日、シネマジック)
- 【オヤジのリア充醸し映像】娘でもおかしくない年下美少女と一泊二日孕ませ温泉旅行 いつも中出しBEST (5月13日、EROTICA) 他出演:水城りの、愛里るい、綾瀬ひなの
- 誰もが息を呑むほど芸術的な美巨乳を持つ女達50人4時間 (5月25日、BAZOOKA) 他出演:玉木くるみ、倉多まお、波多野結衣、小早川怜子、吉川あいみ、浜崎真緒、蓮実クレア、霧島さくら、篠田あゆみ、他
- 女体臭マニア 愛撫クンニレズ (6月1日、ゑびすさん/妄想族) 他出演:阿部乃みく、希咲あや、桃瀬ゆり、桃井桃、徳永れい、玉木くるみ、宮沢ゆかり
- 唾液口臭嗅がせ鼻舐め匂いフェチレズ ～女口臭唾液フェチサークル編～ (6月19日、ゑびすさん/妄想族) 他出演:藤にいな、いろはめる、和泉希歩、なつめ愛莉、日比乃さとみ、篠崎みお、梁川かりん、阿部乃みく
- 唾液テカテカ変態的顔面舐めレズビアン (7月1日、ゑびすさん/妄想族) 他出演:咲羽優衣香、立花まゆ、武藤つぐみ、はるのるみ、小春、小西まりえ、日高結愛、神楽アイネ、羽生ありさ
- ボイン大好きしょう太くんのHなイタズラBEST vol.7 (7月5日、グローリークエスト) 他出演:推川ゆうり、ERIKA、新月さなえ、岡沢リナ、三島奈津子、NAOMI、笹倉杏
- 才色兼備なお姉ちゃんが、大人の玩具を使って絶叫オナニー。興奮したお姉ちゃんに見つかってたじろいでいると僕の息子をオモチャの様に扱って弄ばれてしまった…。 (7月6日、NON) 他出演:永井みひな、河原かえで、川口葉純、椎葉みくる、優梨まいな
- ノーブラで僕を誘惑する隣に引っ越してきたエッチな巨乳奥さん BEST vol.1 (8月16日、グローリークエスト) 他出演:日比乃さとみ、伊東真緒、水野朝陽、江上しほ、吹石れな、成海さやか、水澤りこ
- 美少女肉便器女子●生10人4時間BEST (8月24日、レアルワークス) 他出演:美咲かんな、跡美しゅり、五十嵐星蘭、絢森いちか、あおいれな、長谷川まや、菊池つぼみ、愛瀬美希
- グラマラスボディ 激イカセFUCK (8月24日、レアルワークス) 他出演:成宮はるあ、桜咲姫莉、浅田結梨、優月まりな
- スキだらけで寝る子に夜●い！断りきれずハメられると中出しまで許しちゃう寝顔が可愛い女の子。4時間 5人 (8月30日、ビッグモーカル) 他出演:水沢のの、逢沢るる、さくらみゆき、西村ニーナ
- 斉藤みゆBEST vol.1 (9月20日、グローリークエスト)
- 人でなし！やりすぎ罰当たり変形拘束コレクション (11月19日、ドグマ) 他出演:五十嵐星蘭、いろはめる、夢野りんか、舞園かりん、染谷あやの、本真ゆり、伊東紅
- NON THE BEST6 (11月130日、NON) 他出演:川口葉純、市橋えりな、水川かずは、小野さち子、春菜はな、永井みひな、真白ここ、日向うみ、今井麻衣

- 身動き取れず媚薬入り固定バイブに腰をがくがく痙攣させる人妻 (1月1日、ハイライト)
- 媚薬オイルマッサージ痴●盗撮＆中出し素人娘VOL.5超強力媚薬を配合したマッサージオイルを施術中に知らずに塗りこまれたオンナは、身体の火照りに驚き、チ○ポを欲しがる自分に戸惑い、垂れ出したマン汁に恥ずかしがりながらも生ハメ中出しまで欲してしまう！ (2月7日、西新宿マッサージ本舗) 他出演:栄川乃亜、沖田里緒、星空もあ
- 時間停止おっぱいモミモミ学園 強●解除で絶叫パニック中出しレ×プBEST8時間 (4月19日、OPPAI) 他出演:かなで自由、月本愛、深田結梨、EMILY（桜庭ひかり）、天野美優、梨杏なつ、ひなみれん
- 全身パンストすりすりオナニー (4月19日、ゑびすさん/妄想族) 他出演:日比乃さとみ、希咲あや、宮沢ゆかり、熊野あゆ、杏璃さや、徳永れい
- ミセスの素顔ベストコレクション4 人妻10人の中出しNTRドラマ300分 (5月19日、ミセスの素顔/エマニエル) 他出演:野々宮みさと、涼海みさ、天野美優、あず希、永井みひな、成宮いろは、成澤ひなみ、麻里梨夏
- 絶頂ムサボリおっぱい！濃密セックスで感じすぎるM巨乳4時間 (5月31日、レアルワークス) 他出演:逢沢るる、成宮はるあ、優月まりな
- 撮影の合間にメイクルームでオナニーをこっそりスマホで自撮りするAV女優達 vol.1 (6月6日、グローリークエスト) 他出演:かなで自由、宇野栞菜、宇多田あみ、関根奈美、有坂つばさ、小野寺梨紗、月野ゆりあ、向井藍、松永さな、他
- 衝撃の引退作品も収録！爆乳グラマラス 斉藤みゆBEST6時間 (6月13日、Fitch)
- 女子●生パコパコSEXコレクション (6月14日、エロガチャ) 他出演:阿部乃みく、佳苗るか、柑南るか、友田彩也香、向井藍、広瀬うみ、なごみ、成海うるみ
- 友カノの寝取り顔を黙って売ってます10名いいとこどり (8月2日、NON) 他出演:関根奈美、優梨まいな、河原かえで、悠月アイシャ、香苗レノン、椎葉みくる、北川りこ、君色花音、愛乃はるか
- 黒人デカマラ肉弾FUCK BESTII 12時間 (11月1日、Fitch) 他出演:音海里奈、百合華、藤咲エレン、香椎りあ、本田岬、月島ななこ、優月まりな、七草ちとせ、かすみ果穂、他

- お姉さんの爆乳が卑猥過ぎて秒殺で悩殺！総集編 (1月19日、unfinished) 他出演:三島奈津子、塚田詩織、推川ゆうり、天野美優、乃南静香、三原ほのか、霧島さくら、後藤里香、葉月美音、若槻みづな、綾波まこ
- 義父をその気にさせる、嫁の柔肌と若い欲望 (2月6日、ヒビノ) 他出演:白石りん、若菜奈央、森高かすみ、吉川あいみ、三上絵理香
- まるっと！斉藤みゆ (4月1日、プラネットプラス)
- 僕らの性欲をまるごと飲み干す！爆乳ごっくん女教師＆委員長8時間BEST (4月13日、Fitch) 他出演:優月まりな、月本愛、牧村柚希
- 大きさカタチすべて良し！スーパー神乳BEST20人 (4月13日、アリスJAPAN) 他出演:JULIA、奥田咲、稲場るか、今井夏帆、香坂紗梨、麻美ゆま、篠田あゆみ、仁科百華、中村知恵、澁谷果歩、長瀬麻美、吉永あかね、藤咲エレン（谷あづさ）、美里有紗、霧島さくら、春菜はな、鷹宮ゆい、みなせ優夏、君島みお
- 超絶倫弟にハメられまくる無防備な爆乳姉12時間BEST 童貞弟を誘惑したつもりが…まさかの逆転！ (6月1日、Fitch) 他出演:三島奈津子、八神さおり、織田真子、春菜はな、中村知恵、藤咲エレン、由來ちとせ
- 女子●生12人媚薬拘束潮吹きイカセ8時間スペシャル (7月24日、レアルワークス) 他出演:阿部乃みく、向井藍、今村加奈子、あおいれな、麻里梨夏、星奈あい、稲場るか、跡美しゅり、佳苗るか
- はだかの家政婦総集編6人4時間Vol.4 (8月1日、プラネットプラス) 他出演:九条さやか、月本愛、辛島音瑠、すなお恵、笹宮えれな
- 縄狂いの女BEST vol.1 (8月20日、グローリークエスト) 他出演:夏希みなみ、枢木みかん、梨々花、妃月るい
- 巨乳いもうと10人連続セックスVol.5 (12月8日、ケー・トライブ) 他出演:小倉はるか、川美優香、野原もも、逢咲ゆあ、宮地亜衣、工藤りさ、森川涼花、雛菊つばさ、真白ここ

- 屈辱と発狂の虜 蕩けきった媚肉を貪り尽くされる 麻薬女捜査官たちの惨すぎる運命 INFERNO BABE ULTRA FILM (2月19日、BabyEntertainment) 他出演:阿部乃みく、西条沙羅、有賀ゆあ、柊さき、若槻みづな、越川アメリ
- 巣ごもり中の毎日は肉感妻との性交に溺れたい (2月27日、NON) 他出演:春菜はな、三島奈津子、すなお恵、篠崎かんな、九条さやか、雨宮いぶき、百合華、深美せりな、三苫うみ
- ホントはドスケベ！ 地味なメガネっ子と淫行 10人収録 8時間2枚組 (4月6日、ケー・トライブ) 他出演:茜はるか、浜野友夏、瀬乃ひなた、森川ひな 他
- 巨尻美女達が痙攣するほど悶え狂う極上アナルFUCK8時間 (4月13日、Fitch) 他出演:神納花、かなで自由、桑田みのり、澁谷果歩、梨々花、宝田もなみ、松ゆきの
- 大槻ひびき レズビアンベスト4時間 (5月7日、ビビアン) 他出演:大槻ひびき、碧しの、新山沙弥、彩奈リナ、AIKA、枢木あおい、久留木玲、最上晶、波多野結衣

### VR
- 修学旅行先で生徒とこっそり密会とか胸アツ 斉藤みゆ (2017年3月17日、CASANOVA)
- ハズレ無し風俗店～アニメ超えなロリ巨乳～ 斉藤みゆ (2017年3月17日、CASANOVA)
- 妹の欲情奉仕で毎朝スッキリ 斉藤みゆ (2017年3月24日、CASANOVA)
- 3D超現実JOI 涼宮琴音 斉藤みゆ (2017年4月7日、エロタイムPOP！) 共演:涼宮琴音
- 「お客さんに隠れてこっそりフェラチオ！！コンビニレジ下VR」 (2017年5月19日、ケイ・エム・プロデュース) 共演:北川エリカ
- 超VIP花びら3回転ピンクサロン キンタマがからっぽになるまで搾り取る3連フェラチオ口内発射スペシャル！ラストは3人同時に濃厚お掃除フェラ (2017年5月31日、SODクリエイト) 共演:波多野結衣、佳苗るか
- 斉藤みゆ 常に密着イチャイチャ超高級ソープ マットSEX中出し編 (2017年5月31日、SODクリエイト)
- もしも彼女が4人いたら… VR5Pハーレム中出しSEX (2017年8月1日、WOW！) 共演:あおいれな、春乃さくら、一条リオン
- 斉藤みゆ 形、ハリ、弾力、全てが最高級な究極Gカップ！パーフェクト美巨乳を思う存分堪能できる密着騎乗位激揺れド迫力SEX (2017年8月4日、SODクリエイト)
- プロダクション直営AV女優在籍高級ピンクサロン 4回転ver. (2017年8月9日、WOW！) 共演:あおいれな、春乃さくら、一条リオン
- 斉藤みゆ ともだちのいもうとはトンデモナイ誘惑痴女ビッチ！！ (2017年8月17日、CRYSTAL VR)
- 60FPS版 5つのコーナーで完全攻略 斉藤みゆ (2017年8月31日、ケイ・エム・プロデュース)
- 斉藤みゆ 高級美人妻出張ソープ (2017年9月15日、ファインピクチャーズ)
- 混浴温泉に行ったら、女子大生グループと男は僕一人。ガン見しまくって、フル勃起した僕のち●ぽに気付いたJD達と…5人の美人女子大生全員と超リアル連続中出しSEX 1対1あり、乱交ありの230分長尺スペシャルVR (2018年2月9日、エロタイムPOP！) 共演:あおいれな、佐倉ねね、北川ゆず
- お嬢様なのにちょっぴりエッチな妹達 (2018年2月14日、アロマ企画) 他出演:長澤ルナ
- 姉さん超事件です！！ 斉藤みゆ (2018年3月21日、イエロー/妄想族)

### インターネット配信
- MII（2016年4月3日、すっごくカラダのE子ちゃん）
- みゆ 21歳 パン屋店員（2016年4月13日、ARA）
- 美優（2016年4月15日、バイトちゃん）
- スポーツジムナンパ(高級ホテル内) 01 in 新宿（2016年5月13日、ナンパTV）
- Ayumi（2016年11月25日、PERFECT-G）
- コスプレ一本勝負第九十五試合！ 『敏感乳首巨乳娘の膣内に爆裂精子！「ドロドロいっぱい出して！」』（2017年4月14日、コスプレ一本勝負）
- みゆ 21歳 大学生（2017年6月13日、ARA）
- しおり 21歳 女子大生(文学部3年)（2017年6月17日、私立パコパコ女子大学）
- 森美咲 29歳 パソコンスクール経営（2017年9月11日、ラグジュTV）
- みゆ 23歳 喫茶店のウエイトレス（2017年11月26日、100%完全ガチ交渉！）